# Liiva (Tallinn)
Liiva is een subdistrict of wijk (Estisch: asum) binnen het stadsdistrict Nõmme in Tallinn, de hoofdstad van Estland. De wijk telde 1.365 inwoners op 1 januari 2020. De oppervlakte bedraagt 2,64 km²; de bevolkingsdichtheid is dus ongeveer 520/km². De naam betekent ‘zand’.
De wijk grenst aan de wijken Ülemistejärve, Raudalu, Männiku en Rahumäe.

## Geschiedenis

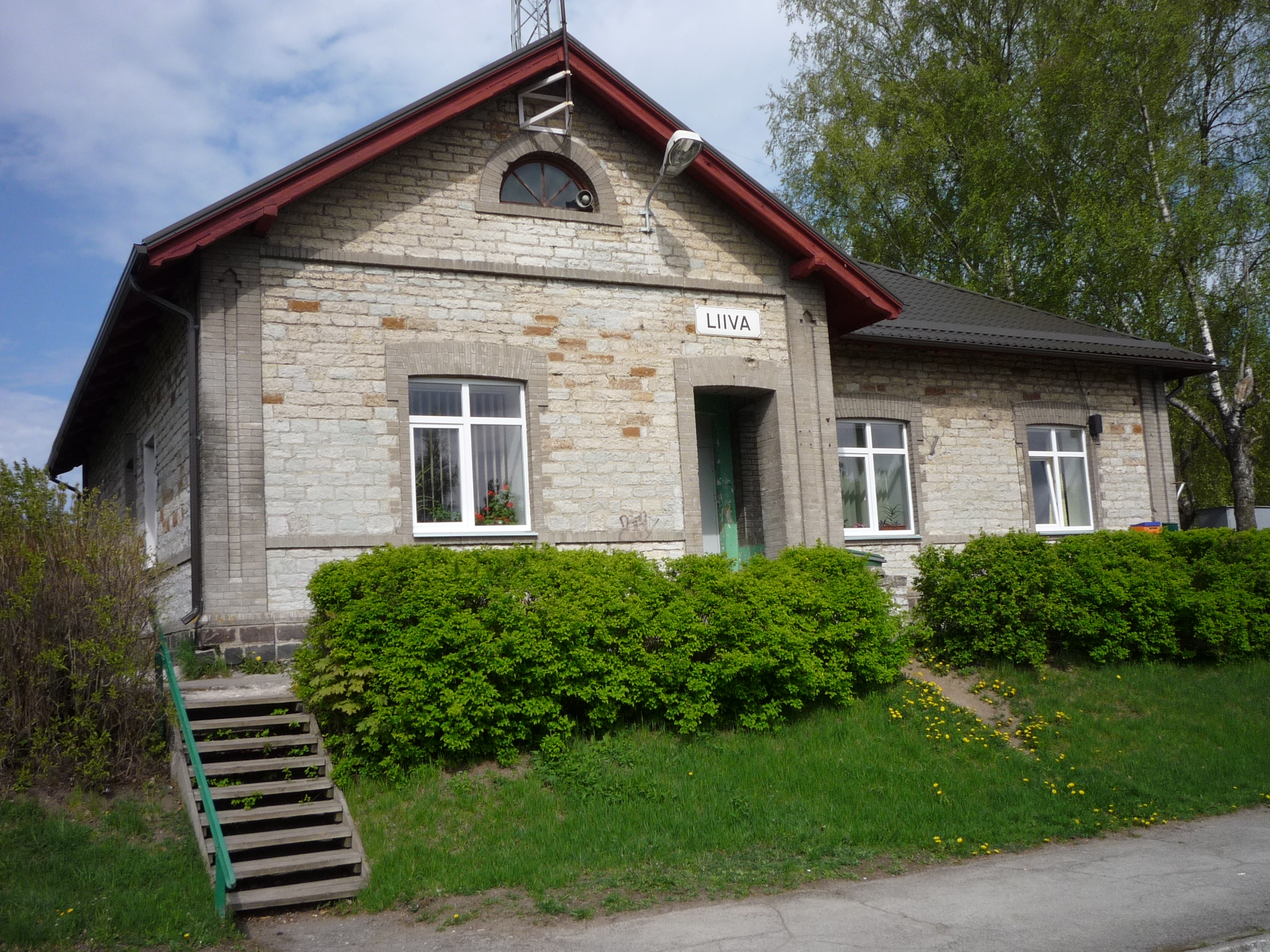
Het station Liiva

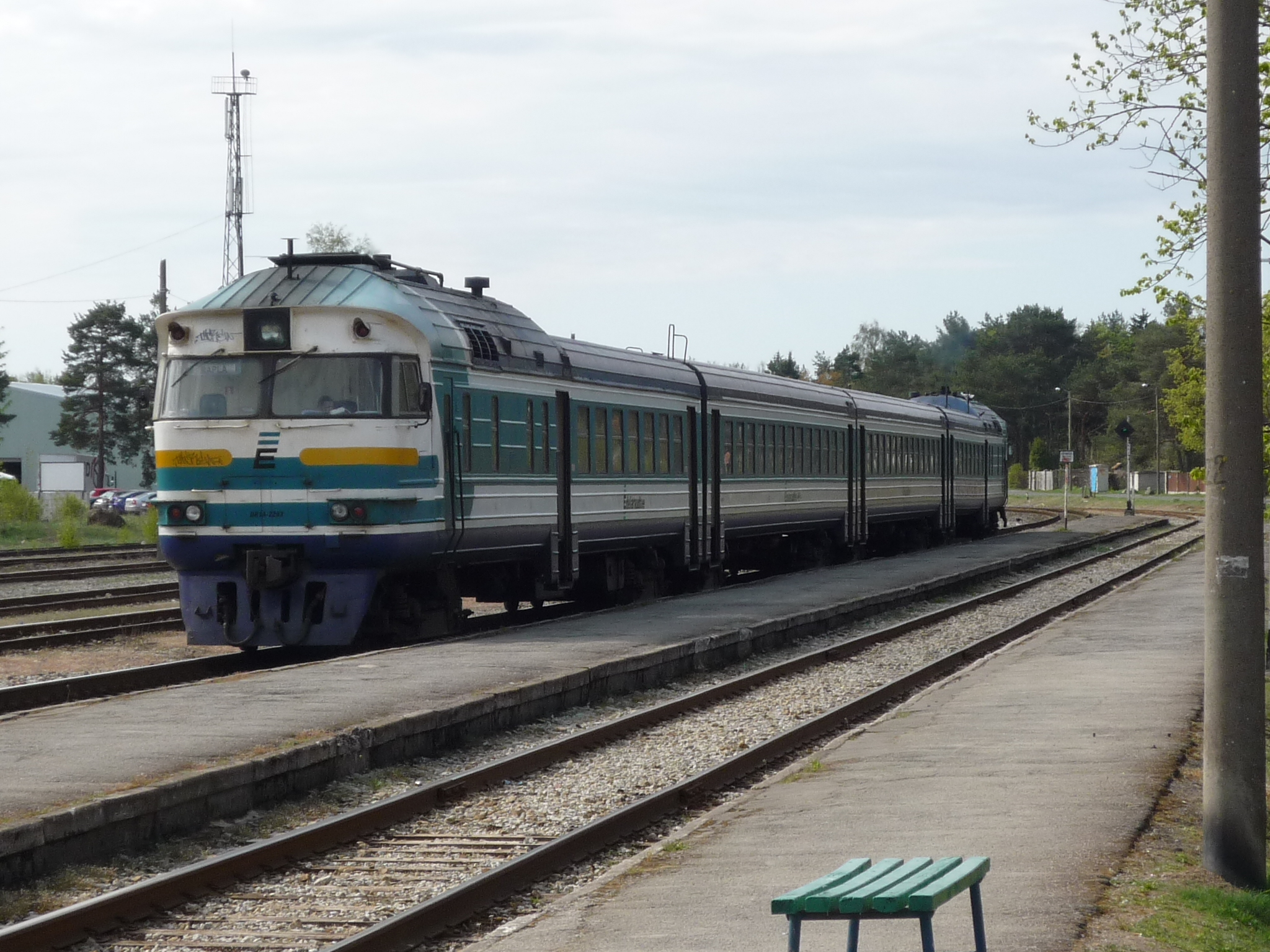
Een trein van Edelaraudtee, de vroegere exploitant van de spoorlijn, op het station van Liiva

Tot in de jaren zeventig van de 19e eeuw bestond Liiva voornamelijk uit naaldbos. Uit een landkaart uit 1798 van de Baltisch-Duitse cartograaf Ludwig August Mellin blijkt dat op dat moment in het bos twee herbergen lagen: Liiva-Risti (‘Zandkruis’) en Vana-Risti (‘Het Oude Kruis’). Naar die eerste herberg is Liiva waarschijnlijk vernoemd.
Na 1870, toen de spoorlijn van Tallinn naar Paldiski, die ten noorden van Liiva door Rahumäe loopt, was gereedgekomen, vestigden zich in Liiva enkele arbeiders aan het spoor. Maar de spoorlijn via Lelle naar Viljandi, die in 1901 gereed kwam, gaf de vestiging van spoorwegwerkers in Liiva een veel grotere impuls. Al spoedig kreeg de wijk ook een station aan deze lijn. Het huidige stationsgebouw van kalksteen dateert uit 1917; daarvoor stond er een houten gebouw. Het stationsgebouw staat op de monumentenlijst.
De lijn van Tallinn naar Viljandi, die in 1928 een aftakking van Lelle naar Pärnu kreeg, was oorspronkelijk een smalspoorlijn met een spoorbreedte van 750 mm. In de jaren zestig en zeventig van de 20e eeuw werd het smalspoor omgebouwd naar breedspoor met de in de Sovjet-Unie gebruikelijke spoorwijdte van 1520 mm.
Vanaf 1913 was Liiva ook het beginpunt van een smalspoorlijn naar Vääna, die was aangelegd voor militaire doeleinden. Na de Eerste Wereldoorlog werd de lijn in gebruik genomen voor passagiers- en vrachtverkeer. In 1962 ging de lijn dicht voor passagiersverkeer; het vrachtverkeer stopte in 1971. Later werd de lijn opgebroken.
Al in 1899 kreeg Liiva een fabriek die stenen verwerkte. Die hield het niet lang vol. Meer succes had Silikaat van de ondernemer Oskar Amberg in de aangrenzende wijk Rahumäe. Daar werkten ook veel mensen uit Liiva. In 1923 kreeg Liiva een eigen fabriek van bouwmaterialen, Liiva-Betoon.
In 1923 werd de gemeente Nõmme gevormd, waarvan Liiva deel ging uitmaken. In 1940 werd de gemeente Nõmme bij Tallinn gevoegd.

## Het kerkhof van Liiva
De wijk heeft een groot kerkhof, het Liiva kalmistu. Het is geopend in 1935. De eerste die er begraven werd, was de socialistische parlementariër Hans Martinson (1872-1935). Het kerkhof van Liiva was met zijn oppervlakte van 64 hectare tot 1978 het grootste kerkhof van Tallinn. Momenteel is dat Pärnamäe in de wijk Laiaküla. Toen het Liiva kalmistu in gebruik werd genomen, werden de doden echt in het bos begraven. Momenteel is het bomenbestand sterk uitgedund.
Sinds april 1940 is een deel van het kerkhof bestemd voor patiënten van de psychiatrische kliniek Seewald (Seewaldi vaimuhaigla) in de wijk Merimetsa. De bekendste patiënte die hier begraven ligt, is de dichteres Marie Heiberg (1890-1942). Haar grafmonument is ontworpen door de beeldhouwer Juhan Raudsepp. Veel andere patiënten echter hebben een naamloos graf.
Tijdens de Duitse bezetting in de Tweede Wereldoorlog (1941-1944) gebruikten de Duitsers een muur op dit kerkhof als executieplaats. Onder de terechtgestelden was de communistische politicus Neeme Ruus (1911-1942).
Op het kerkhof zijn ook andere slachtoffers van de Duitsers begraven. Daaronder zijn de toneelspeler Harri Paris (1891-1941), die samen met zijn joodse echtgenote Keila (1891-1941) zelfmoord pleegde voordat zij kon worden afgevoerd naar een vernietigingskamp.
In Liiva bevindt zich ook een gemeenschappelijk graf voor 164 Sovjet-krijgsgevangenen die tussen 1941 en 1944 om het leven zijn gekomen. In 1975 kregen zij een monument. Het kerkhof heeft ook een monument voor de slachtoffers van het NKVD-tribunaal dat in 1941 gehouden is in de wijk Kose. De slachtoffers zijn hier herbegraven.
Bekende Esten die op het kerkhof begraven liggen, zijn Arnold Meri, Held van de Sovjet-Unie, de gewichtheffer Jaan Kikkas en de atleet Rein Aun.
De zuidkant van het kerkhof grenst aan het Rakumeer. Dat is tevens de zuidgrens van de wijk.

## Vervoer
Grote wegen in de wijk zijn de Männiku tee, die over korte afstand de grens met Rahumäe vormt, en de Viljandi maantee.
De spoorlijn van Tallinn naar Pärnu en Viljandi loopt door Liiva en heeft hier een station. Het voorgaande station is Tallinn-Väike in de wijk Kitseküla, het volgende Männiku in het gelijknamige dorp.
Liiva wordt ook bediend door een aantal buslijnen.